# Arachis
Genre
Arachis est un genre de plantes à fleurs dicotylédones de la famille des Fabaceae, sous-famille des Faboideae, originaire d'Amérique du Sud, qui compte 70 espèces annuelles ou vivaces.
Au moins une espèce, l'arachide ou cacahuète (Arachis hypogaea), est une plante vivrière d'importance mondiale. D'autres espèces sont cultivées pour la nourriture à plus petite échelle en Amérique du Sud. D'autres encore, comme Arachis pintoi, sont cultivées mondialement comme plantes fourragères ou comme conditionneur de sol ; les feuilles fournissant des aliments à haute valeur protéique pour le bétail et une source d'azote en sylviculture et en permaculture.
Les espèces du genre Arachis, dont la cacahuète, sont les plantes-hôtes de certaines espèces de lépidoptères comme Ochropleura plecta, Discestra trifolii, et Agrotis segetum.

## Distribution
L'aire de répartition originelle du genre Arachis s'étend en Amérique du Sud, dans les cinq pays suivants : Argentine, Bolivie, Brésil, Paraguay et Uruguay. On considère que le centre d'origine du genre se situe dans la vallée du Paraguay dans la région du Mato Grosso.

## Liste d'espèces
Selon The Plant List (6 juillet 2018) :
- Arachis angustifolia (Chodat & Hassl.) Killip ex Hoehne
- Arachis appressipila Krapov. & W.C.Greg.
- Arachis archeri Krapov. & W.C.Greg.
- Arachis batizocoi Krapov. & W.C.Greg.
- Arachis benensis Krapov. & al.
- Arachis benthamii Handro
- Arachis brevipetiolata Krapov. & W.C.Greg.
- Arachis burchellii Krapov. & W.C.Greg.
- Arachis burkartii Handro
- Arachis cardenasii Krapov. & W.C.Greg.
- Arachis chiquitana Krapov. & al.
- Arachis correntina (Burkart) Krapov. & W.C.Greg.
- Arachis cruziana Krapov. & al.
- Arachis cryptopotamica Krapov. & W.C.Greg.
- Arachis dardani Krapov. & W.C.Greg.
- Arachis decora Krapov. & al.
- Arachis diogoi Hoehne
- Arachis douradiana Krapov. & W.C.Greg.
- Arachis duranensis Krapov. & W.C.Greg.
- Arachis giacomettii Krapov. & al.
- Arachis glabrata Benth.
- Arachis glandulifera Stalker
- Arachis gracilis Krapov. & W.C.Greg.
- Arachis gregoryi C.E. Simpson, Krapov. & Valls
- Arachis guaranitica Chodat & Hassl.
- Arachis hassleri Krapov., Valls & C.E. Simpson
- Arachis hatschbachii Krapov. & W.C.Greg.
- Arachis helodes Krapov. & Rigoni
- Arachis hermannii Krapov. & W.C.Greg.
- Arachis herzogii Krapov. & al.
- Arachis hoehnei Krapov. & W.C.Greg.
- Arachis hypogaea L.
- Arachis interrupta Valls & C.E. Simpson
- Arachis ipaensis Krapov. & W.C.Greg.
- Arachis kempff-mercadoi Krapov. & al.
- Arachis krapovickasii C.E. Simpson, D. E. Williams, Valls & I.G. Vargas
- Arachis kretschmeri Krapov. & W.C.Greg.
- Arachis kuhlmannii Krapov. & W.C.Greg.
- Arachis lignosa (Chodat & Hassl.) Krapov. & W.C
- Arachis linearifolia Valls, Krapov. & C.E. Simpson
- Arachis lutescens Krapov. & Rigoni
- Arachis macedoi Krapov. & W.C.Greg.
- Arachis magna Krapov. & al.
- Arachis major Krapov. & W.C.Greg.
- Arachis marginata Gardner
- Arachis martii Handro
- Arachis matiensis Krapov. & al.
- Arachis microsperma Krapov. & al.
- Arachis monticola Krapov. & Rigoni
- Arachis nitida Valls, Krapov. & C.E. Simpson
- Arachis oteroi Krapov. & W.C.Greg.
- Arachis palustris Krapov. & al.
- Arachis paraguariensis Chodat & Hassl.
- Arachis pflugeae C.E. Simpson, Krapov. & Valls
- Arachis pietrarellii Krapov. & W.C.Greg.
- Arachis pintoi Krapov. & W.C.Greg.
- Arachis porphyrocalyx Valls & C.E. Simpson
- Arachis praecox Krapov. & al.
- Arachis prostrata Benth.
- Arachis pseudovillosa (Chodat & Hassl.) Krapov. & W.C
- Arachis pusilla Benth.
- Arachis repens Handro
- Arachis retusa Krapov. & al.
- Arachis rigonii Krapov. & W.C.Greg.
- Arachis schininii ""Krapov., Valls & C.E.Simpson""
- Arachis seridoensis Valls, C.E. Simpson, Krapov. & R.Veiga
- Arachis setinervosa Krapov. & W.C.Greg.
- Arachis simpsonii Krapov. & W.C.Greg.
- Arachis stenophylla Krapov. & W.C.Greg.
- Arachis stenosperma Krapov. & W.C.Greg.
- Arachis subcoriacea Krapov. & W.C.Greg.
- Arachis submarginata Valls, Krapov. & C.E. Simpson
- Arachis sylvestris (A.Chev.) A.Chev.
- Arachis trinitensis Krapov. & W.C.Greg.
- Arachis triseminata Krapov. & W.C.Greg.
- Arachis tuberosa Benth.
- Arachis valida Krapov. & W.C.Greg.
- Arachis vallsii Krapov. & W.C.Greg.
- Arachis villosa Benth.
- Arachis villosulicarpa Hoehne
- Arachis williamsii Krapov. & W.C.Greg.